# 핀 허드슨

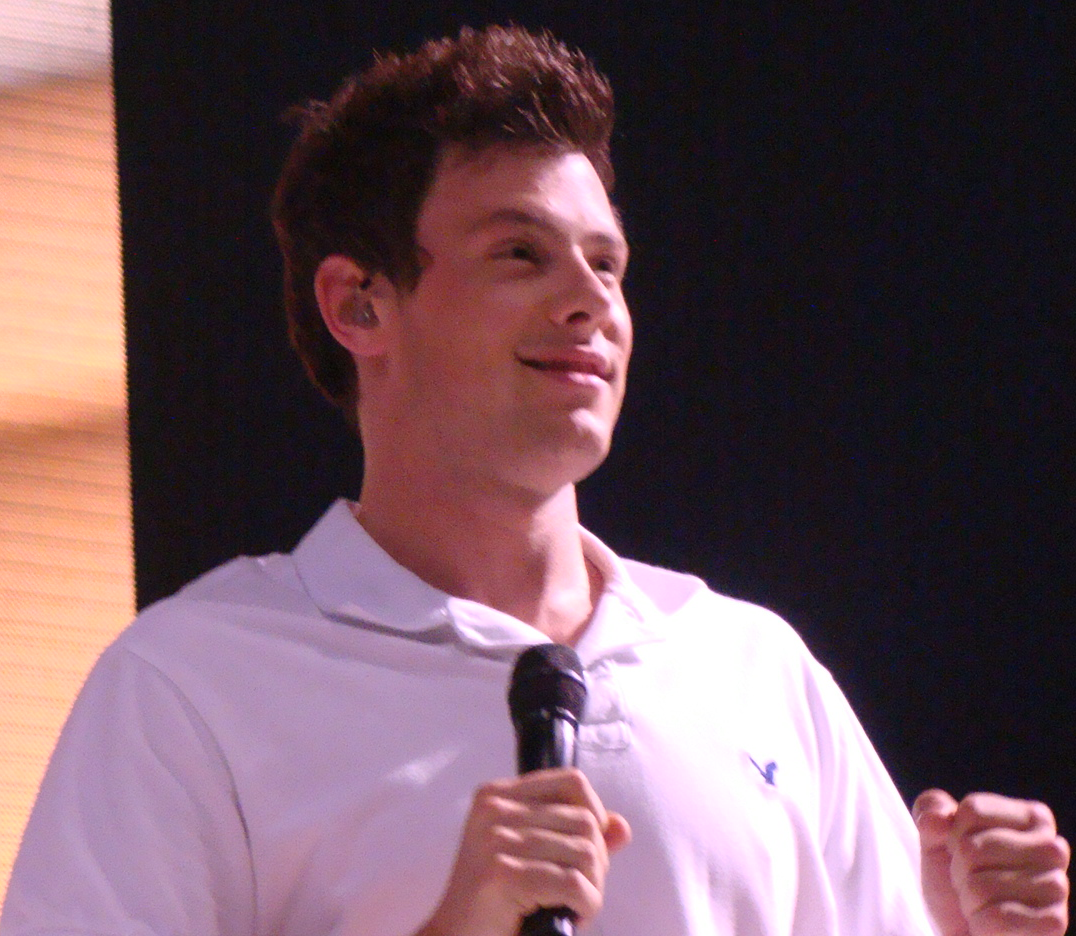

핀 허드슨(영어: Finn Hudson)은 폭스에서 방송되고 있는 뮤지컬 코미디 드라마 《글리》의 등장인물이다. 코리 몬티스가 연기하고 있다. 핀 허드슨은 라이언 머피, 브래드 팰척, 이언 이안 브레넌에 의해 만들어졌다. 핀은 고등학교 미식축구부에서 쿼터백을 맡는 인기인으로 글리부에 입부한 것에 의해 크게 학교 생활이 바뀌어 버린다.
2013년 코리 몬테이스의 사망과 동시에 비운의 캐릭터가 됐다. 하지만 핀 허드슨은 글리의 영원한 영웅으로 남았다.
The show must go... all over the place.
FINN HUDSON
( 1994-2013 )
Cory Monteith 추모편은
<Glee Season5 E03>에서 볼 수 있다.